# Neuapostolische Kirche (Berlin-Kaulsdorf)

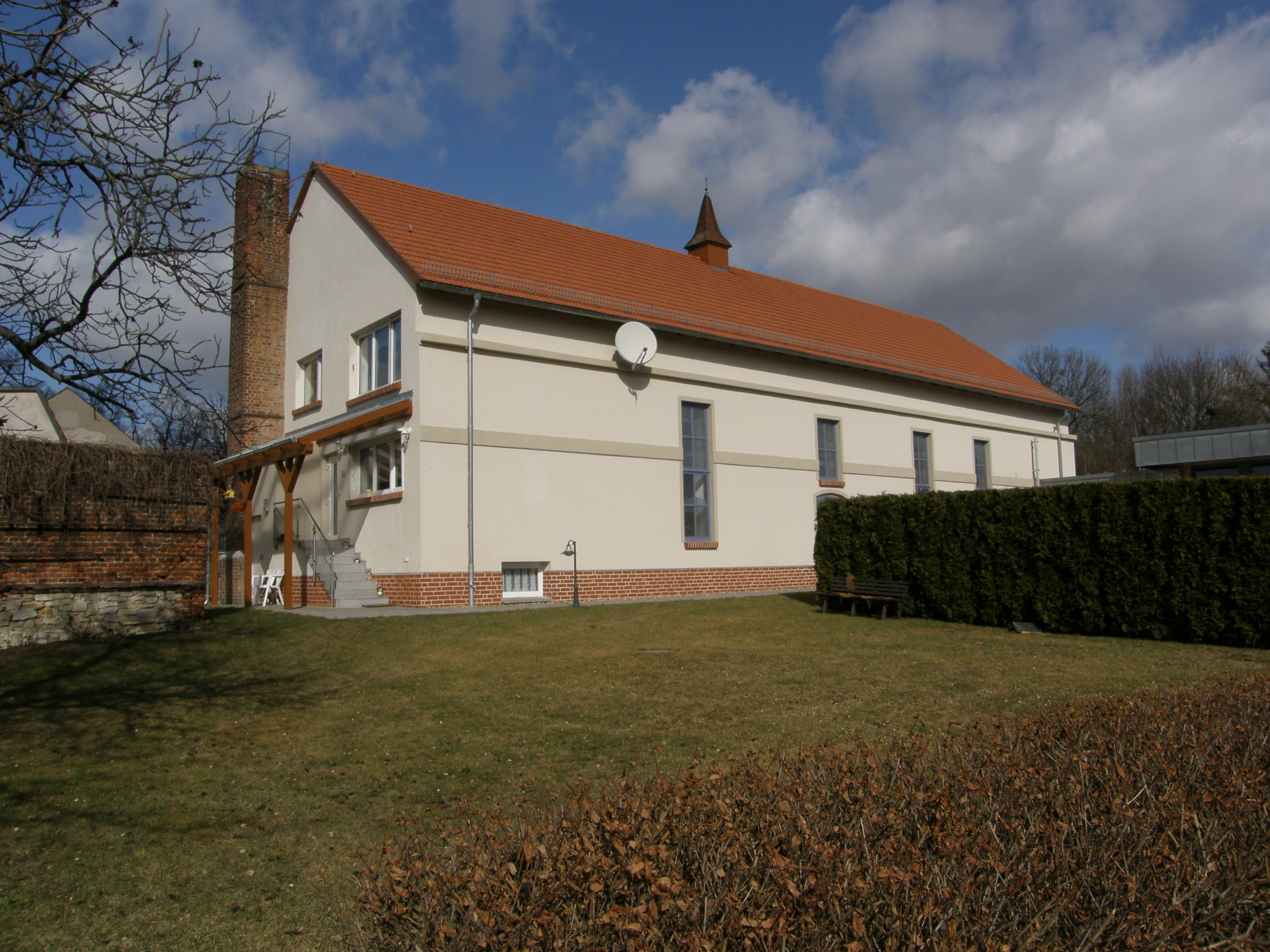
Neuapostolische Kirche Kaulsdorf

Die Neuapostolische Kirche Berlin-Kaulsdorf, zu einer Kirche um 1960 ausgebaut, ist ein Sakralbau des Kirchenbezirks Berlin-Brandenburg-Ost der Neuapostolischen Kirche (NAK) in der Gebietskirche Berlin Brandenburg. Sie ist seit den 2000er Jahren ein gelistetes Baudenkmal.

## Lage
Das Kirchengebäude im Berliner Bezirk Marzahn-Hellersdorf trägt die Adresse Alt-Kaulsdorf 19/21 und steht auf einem Teil des historischen Dorfkerns. Westlich führt die Dorfstraße vorbei, nördlich gibt es einen fußläufigen Zugang zum Grundstück. Das sakrale Gebäude bildet mit dem nordöstlich anschließenden neuen Gemeindegebäude, der umgebenden Mauer und der nordwestlich errichteten Johannischen Kirche einen Denkmalkomplex. Die Kirche ist geostet.

## Beschreibung

### Außenarchitektur
Die Neuapostolische Kirche Kaulsdorf ist die ehemalige Scheune eines historischen Bauernhofes, die im Jahr 1888 errichtet wurde.
Ein Dachreiter auf dem Satteldach lässt die Saalkirche als Sakralbau erkennen. Ein Anbau wurde geschaffen, in dem sich weitere Gemeinderäume befinden. Das Kirchenschiff ist etwa 27 Meter lang und 13 Meter breit. Der Sockel wurde mit roten Klinkern verkleidet, die Wände sind weiß verputzt. Ein mit roten Dachziegeln belegtes Satteldach schließt den Bau in ganzer Länge ab.

### Innenarchitektur
Das typische Logo der Neuapostolischen Kirche ist hier nicht an der Fassade angebracht oder als farbiges Fenster ausgeführt, sondern hängt als Skulptur hinter dem Altar an der Wand.
Die zweiteiligen Sprossenfenster sind mit symbolischen silhouettenartigen Bibelszenen in schwarz-weiß gestaltet.

## Ausstattung
Im Kirchenschiff wurde ein Edelholzfußboden verlegt, die früheren kleinen Fenster des Hauses wurden vergrößert und zu vertikalen Fensterbändern zusammengefasst.  Zwischen den übereinander angeordneten Fenstern geben eistütenförmige Leuchten eine gleichmäßige Innenbeleuchtung des Kirchenschiffes ab.
Der naturholzbelassene Altartisch erhielt einen Platz näher an den Kirchenbesuchern und wurde auf ein Podest gestellt. So entstand zugleich eine kleine Bühnenfläche, die auch für Konzerte, Gespräche oder ähnliches genutzt werden kann. An beiden Wändern sind kleine Sessel aufgestellt.
Der Raum bietet rund 200 Besuchersitzplätze. Diese verteilen sich auf fünfzehn Bankreihen, die durch einen Mittelgang getrennt sind.
Die gekehlte Flachdecke ist geweißt und wird zum großen Teil indirekt beleuchtet.
Eine schiffsbreite Empore befindet sich direkt über dem Eingangsbereich, in deren südwestlicher Ecke eine kleine Orgel installiert ist. Der Prospekt hängt vor der mit Glasplatten gestalteten Emporenbalustrade.
(Die Innenbeschreibungen sind den Bildern aus dem Bericht zur Wiedereinweihung der NAK 2010 entnommen.)

## Geschichte des Baus und der Kirchengemeinde
Die hölzerne Scheune wurde 1888 als bäuerliches Nutzgebäude in Betrieb genommen. Erst nach Aufgabe der früheren Nutzung der Immobilie, um 1960, erwarb die NAK das Bauwerk und ließ es für ihre Gottesdienste umbauen. Die Fassaden wurden verputzt, kleine Fenster eingebaut.
Im September 2007 fusionierten die NAK-Gemeinden Berlin-Mahlsdorf und Berlin-Kaulsdorf, wodurch eines der beiden Kirchengebäude vergrößert und umgestaltet werden musste. So hatte die Gemeinde 2009 begonnen, die Kirche vergrößern und umbauen zu lassen. Zugleich entstand ein einetagiger flacher Anbau, der zum Kirchenschiff einen Winkel bildet und mit Panoramafenstern ausgestattet ist. Er stellt den neuen Kircheneingang dar und hält darüber hinaus weitere Nutzräume wie eine Sakristei, einen Multifunktionsraum mit Küchenzeile und einen Hygienetrakt bereit. – Während der Arbeiten nutzten die Gemeindemitglieder, hier Geschwister genannt, die NAK in Berlin-Lichtenberg. Die Arbeiten waren am Silvestertag des Jahres 2010 abgeschlossen, eine Wiedereröffnung wurde gefeiert.

## Seelsorge
Für die Kirchengemeinde ist der Bezirksapostel Nadolny zuständig. Den Gottesdienst zelebriert ein neu ordinierter Hirte.